# Boisemont, Eure
Boisemont är en kommun i departementet Eure i regionen Normandie i norra Frankrike. Kommunen ligger i kantonen Les Andelys som tillhör arrondissementet Les Andelys. År 2018 hade Boisemont 759 invånare.

## Befolkningsutveckling
Antalet invånare i kommunen Boisemont
Referens:INSEE